# Allomogurnda montana
Allomogurnda montana är en fiskart som beskrevs av Allen 2003. Allomogurnda montana ingår i släktet Allomogurnda och familjen Eleotridae. Inga underarter finns listade i Catalogue of Life.